# Guillermo Vilas
Guillermo Vilas, född 17 augusti 1952 i Mar del Plata, är en argentinsk vänsterhänt, tidigare professionell tennisspelare som tillhörde världseliten under 1970-talet. Han kallades av sina fans The Young Bull of Pampas. Guillermo Vilas blev professionell spelare 1969 och var en av världens 10 bästa spelare 1974-82. Han rankades som bäst som nummer 2 (1975). Vilas blev den förste manlige spelare från Sydamerika som vann singeltitlar i Grand Slam-turneringar. 
Vilas upptogs 1991 i International Tennis Hall of Fame.

## Tenniskarriären
Under karriären vann Guillermo Vilas 62 singeltitlar inkluderande Italienska öppna och 4 Grand Slam (GS)-turneringar. Han hade länge rekordet i antal vunna singelmatcher i rad på grus (53), slaget i maj 2006 av Rafael Nadal. Trots att han aldrig var framstående som dubbelspelare, vann han ändå totalt 15 dubbeltitlar under karriären. 
Vilas vann 1974 singeltiteln i Masters genom att i finalen besegra rumänen Ilie Năstase (7-6, 6-2, 3-6, 6-4). 
Vilas hade sin bästa säsong 1977. Han vann då 16 av 33 turneringar, vilket förde upp honom jämsides med Rod Laver i antal vunna turneringar under en säsong. Han segrade också med rekordantalet 53 matcher i följd på grusunderlag, en segerrad som bröts vid ett möte med Ilie Nastase, som vid tillfället använde en så kallad "spaghettisträngad" racket. Denna typ av strängning förbjöds kort därpå, eftersom den tillät spelaren att slå extremt snabba hårt skruvade bollar med svårbedömda studsar som följd. Vilas bröt matchen som en protest mot att Nastase tillåtits använda strängningsvarianten (se också artikeln tennisracket). 
Under säsongen 1977 vann Vilas först singeltiteln i Franska öppna genom finalvinst över amerikanen Brian Gottfried (6-0, 6-3, 6-0). I september vann han singeltiteln i US Open, som då för sista gången spelades i Forest Hills. Han finalbesegrade då världsettan Jimmy Connors med siffrorna 2-6, 6-3, 7-6, 6-0.
Trots att han föredrog spel på långsamma grusbanor, vann han  2 stora singeltitlar på gräs, nämligen Australiska öppna (1978 och 1979). Vid tre tillfällen mötte han Björn Borg (1975 och 1978) och Mats Wilander (1982) i finaler i Franska öppna. Han förlorade vid alla tre tillfällen, varvid särskilt förlusten mot den då 17-årige Wilander var en stor sensation. Wilander vann då sin första GS-titel genom att besegra Vilas med 1-6, 7-6, 6-0, 6-4.
Guillermo Vilas spelade i det argentinska Davis Cup (DC)-laget 1970-73 och 1975-84. Han spelade totalt 81 matcher av vilka han vann 57. Säsongen 1981 nådde laget världsfinal som spelades mot USA. Vilas förlorade sin singelmatch mot John McEnroe (3-6, 2-6, 2-6). Argentinarna Vilas och Jose-Luis Clerc förlorade också dubbelmatchen mot Peter Fleming/McEnroe, och hela mötet med 3-1 i matcher.

## Spelaren och personen
Guillermo Vilas var framför allt baslinjespelare som liksom Björn Borg med stort tålamod matade hårda överskruvade grundslag från bakplan. Hans spelstil, som liknats vid en "destruktiv metronom", i kombination med en mycket god fysik och jämnt humör, gjorde honom till en mycket effektiv spelare som tröttade ut motståndarna. Bäst lämpade sig hans spel för långsamma grusunderlag, hans serve och volley nådde aldrig samma klass som hans grundslag. Känt är hans försök att i finalen i grusturneringen Franska öppna 1982 mot Mats Wilander, växla om till ett attackerande serve-volley-spel. Han misslyckades med den taktiken och förlorade finalen. Hans spelstandard var dock så hög, att han ändå lyckades vinna flera turneringar på snabbt gräsunderlag. 
Liksom Björn Borg är han känd för sitt pannband som under spel höll det axellånga mörka håret på plats. Liksom Borg och Nastase hade Vilas en stor skara av fans. Efter segern i US Open 1977 bars han av dessa i triumf runt på stadion i Forest Hills.
Vilas upphörde med tävlingsspel efter säsongen 1991.

## Grand Slam-finaler (singel)

### Titlar (4)
| År   | Mästerskap            | Finalmotståndare | Setsiffror         |
| 1977 | Franska öppna         | Brian Gottfried  | 6-0, 6-3, 6-0      |
| 1977 | US Open               | Jimmy Connors    | 2-6, 6-3, 7-6, 6-0 |
| 1978 | Australiska öppna     | John Marks       | 6-4, 6-4, 3-6, 6-3 |
| 1979 | Australiska öppna (2) | John Sadri       | 7-6, 6-3, 6-2      |

### Finalförluster (4)
| År   | Mästerskap                  | Finalmotståndare | Setsiffror         |
| 1975 | Franska öppna               | Björn Borg       | 6-2, 6-3, 6-4      |
| 1977 | Australiska öppna (januari) | Roscoe Tanner    | 6-3, 6-3, 6-3      |
| 1978 | Franska öppna (2)           | Björn Borg       | 6-2, 6-1, 6-3      |
| 1982 | Franska öppna (3)           | Mats Wilander    | 1-6, 7-6, 6-0, 6-4 |